# Lascia ch'io pianga
Lascia ch’io pianga és una ària per a soprano en italià composta per Georg Friedrich Händel que ha esdevingut una obra de concert popular.

## Música

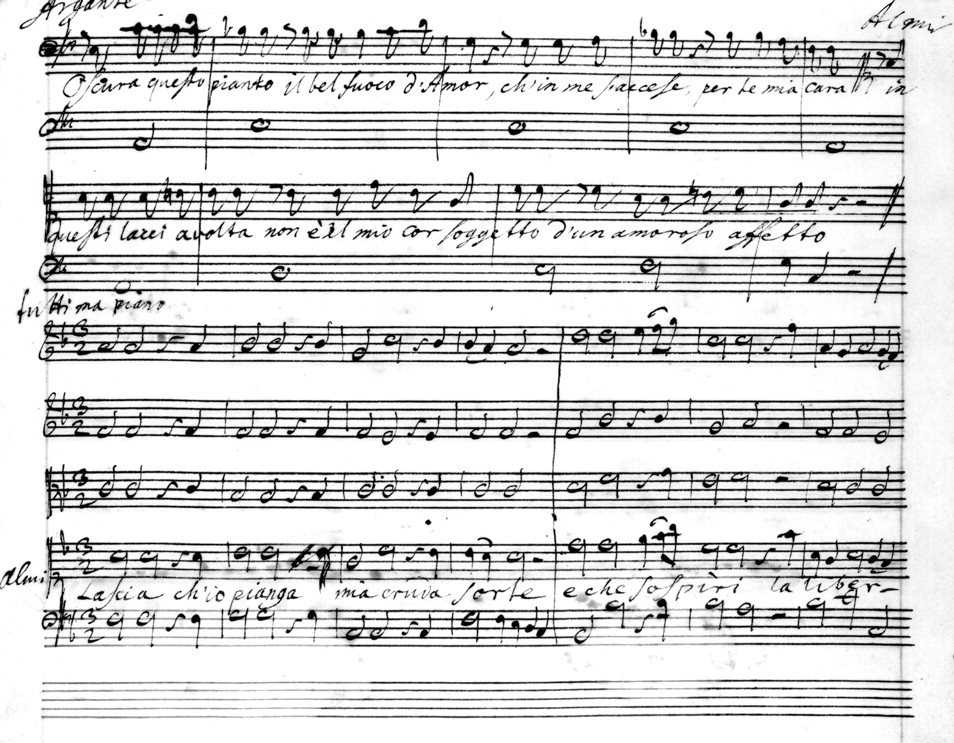
Autògraf de l'ària, de Georg Friedrich Händel (1711).

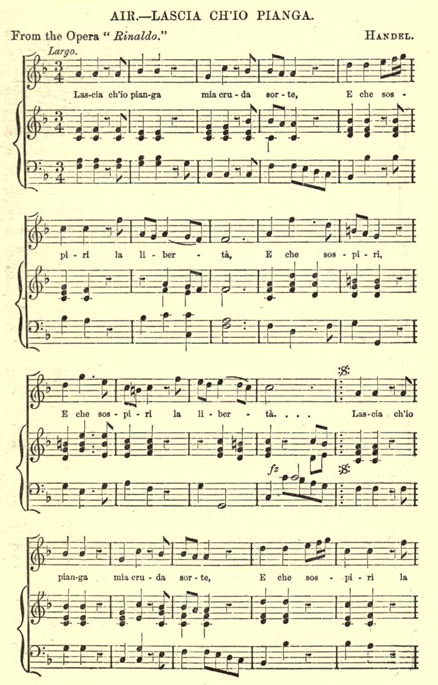
Pàgina de la música de l'ària a Rinaldo (1876).

La melodia de l'ària va ser concebuda inicialment com una sarabanda i apareix al tercer acte de l'òpera Almira (1705); la partitura es pot veure a la pàgina 81 del volum 55 de Friedrich Chrysander. Dos anys després Händel va aprofitar la música a l'ària "Lascia la spina, cogli la rosa", que canta el personatge de Piacere de l'oratori "Il trionfo del tempo e del disinganno" (el qual, molt més tard, el 1737, fou revisat com "Il trionfo del tempo e della verità"). Händel encara reutilitzaria la música al segon acte de la seva òpera londinenca Rinaldo (1711), amb un nou text, el "Lascia ch'io pianga", que el personatge d'Almirena adreça al seu carceller Argante. Rinaldo va representar un gran èxit per a Händel, raó per la qual l'ària se sol associar amb aquesta òpera i es coneix principalment en la forma que hi té.
A Rinaldo l'ària està escrita en clau de fa major amb un compàs musical de 3x2 i una indicació de tempo Largo.

## Text
La primera versió de l'ària, la del Trionfo, és al libretto de Benedetto Pamphilj. El text en italià i català és:
| Lascia la spina, cogli la rosa; tu vai cercando il tuo dolor. Canuta brina per mano ascosa, giungerà quando nol crede il cor. | Deixa l'espina, pren la rosa; tu vas buscant el teu dolor. Blanca rosada de mà amagada arribarà quan no ho esperi el cor. |

La segona i més cèlebre versió, la de Rinaldo, és al libretto de Giacomo Rossi basat en un guió proporcionat per Aaron Hill: Almirena s'adreça al rei sarraí de Jerusalem, Argante, que la manté presonera i acaba de declarar-li la seva passió a primera vista per ella.
| Lascia ch'io pianga mia cruda sorte, e che sospiri la libertà. Il duolo infranga queste ritorte, de' miei martiri sol per pietà. | Deixa'm que planyi la meva cruel sort i que sospiri per la llibertat. Que el dolor trenqui aquestes cadenes, dels meus martiris només per pietat. |